# دهستان زنجان‌رود بالا
زنجانرودبالا، دهستانی است از توابع بخش مرکزی شهرستان زنجان در استان زنجان ایران.

## جمعیت
براساس سرشماری سال ۱۳۸۵ جمعیت آن ۱۱٬۹۱۲ نفر (۲٬۹۲۲ خانوار) بوده‌است.